# Ducato di Firenze
Il Ducato di Firenze fu un principato incentrato sulla città di Firenze, in Toscana. Il ducato venne fondato dopo che papa Clemente VII, lui stesso un Medici, aveva nominato un suo parente, Alessandro de' Medici (forse un suo figlio illegittimo, o figlio di Lorenzo duca di Urbino, figlio del cugino Piero il Fatuo) come nuovo duca dell'ex repubblica fiorentina, trasformandola quindi in una monarchia ereditaria. Il secondo duca, Cosimo I, potenziò notevolmente la marina toscana ed espanse il proprio territorio conquistando Siena. Nel 1569 il papa riconobbe a Cosimo il titolo di granduca. I Medici ressero poi il Granducato di Toscana sino al 1737, ed esso sopravvisse tra alterne vicende fino al plebiscito del 1860 quando fu annesso al nascente Regno d'Italia. Il ducato originale era costituito dal contado fiorentino, dal distretto fiorentino, e dalla provincia pisana.

## Storia

### Origini e costituzione
Firenze era rimasta sotto il controllo informale dei Medici dal 1434. Durante la Guerra della Lega di Cognac, i fiorentini si erano ribellati contro i Medici, allora rappresentati da Ippolito de' Medici, ed avevano ritrovato la loro libertà con la istituzione di una nuova repubblica sullo stile di quella che già avevano costituito durante il periodo medievale. A seguito della resa della repubblica durante l'Assedio di Firenze, Carlo V emanò un proclama col quale esplicitò che lui solo avrebbe scelto delle sorti del governo di Firenze. Il 12 agosto 1530, l'imperatore creò i Medici quali capi perpetui della Repubblica di Firenze.
Papa Clemente VII era intenzionato a favorire suo cugino Alessandro de' Medici a divenire governatore di Firenze, ma voleva anche dare l'impressione che i fiorentini avessero democraticamente prescelto Alessandro a loro governante, legittimandone quindi il ruolo anche presso la cittadinanza. Il titolo di "duca di Firenze" venne scelto perché avrebbe quindi rafforzato il potere dei Medici nello Stato. Nell'aprile del 1532, il papa convinse la Balìa, la commissione reggente di Firenze, a proclamare una nuova costituzione che formalmente diede vita ad una monarchia ereditaria. Essa aboliva l'antica signoria (governo elettivo) e l'officio di gonfaloniere (capo di stato titolare per la durata di due mesi di incarico) e le rimpiazzò con queste tre istituzioni:
- Il Consigliere, un consiglio di quattro uomini eletti per il termine di tre mesi, capeggiati dal "Duca della Repubblica Fiorentina".
- Il Senato dei Quarantotto, composto da quarantotto uomini, scelti dalla Balìa, col compito di badare alle prerogative finanziarie, di sicurezza e di politica estera del ducato. Inoltre il senato nominava una commissione di guerra oltre ai governatori di Pisa, Arezzo, Prato, Volterra e Cortona nonché gli ambasciatori di stato.[8]
- Il Consiglio dei Duecento i cui membri erano nominati a vita e che aveva la funzione di tribunale.

### Il governo di Alessandro de' Medici

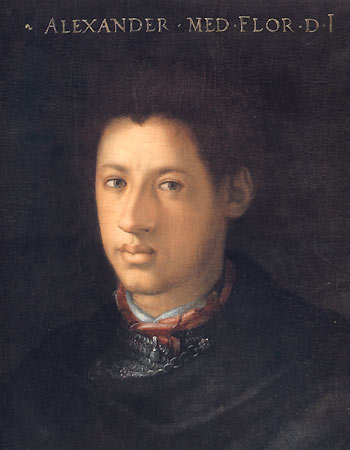
Alessandro de' Medici

Anche dopo l'ascesa al trono di Alessandro, le truppe imperiali rimasero a Firenze. Nel 1535 molte delle famiglie di rilievo di Firenze, tra cui i Pazzi (i quali avevano tentato di uccidere Lorenzo de' Medici nella Congiura dei Pazzi) inviarono una delegazione guidata da Ippolito de' Medici per chiedere a Carlo V di deporre Alessandro. Malgrado le loro richieste, l'imperatore rifiutò di accogliere il loro appello. Carlo non aveva intenzione di deporre Alessandro al quale per fortificare la sua posizione diede in sposa la figlia Margherita.
Alessandro continuò a governare Firenze per altri due anni sino a quando non venne ucciso il 1º gennaio 1537 da un suo lontano parente, Lorenzino de' Medici.

### Il governo di Cosimo I

Cosimo I de' Medici

Dal momento che Alessandro non aveva lasciato eredi legittimi, la questione della successione al neonato trono rimaneva aperta. Le autorità fiorentine scelsero Cosimo I de' Medici A questa notizia, la famiglia Strozzi in esilio invase la Toscana e cercò di deporre Cosimo, ma fallì in questo tentativo. Cosimo sorpassò completamente la burocrazia e l'amministrazione di Firenze. Nel 1542, le truppe imperiali rimanevano ancora a Firenze ma per ordine di Carlo V si stavano ritirando.
Nel 1548, Cosimo fondò Portoferraio, all'Isola d'Elba, acquistando i territori dalla Signoria di Piombino e da qui iniziò il nuovo sviluppo della marina toscana. Cosimo fondò quindi il porto della città di Livorno e permise agli abitanti della città la libertà religiosa. In alleanza con la Spagna ed il Sacro Romano Impero, Cosimo sconfisse la Repubblica di Siena, alleata della Francia, nella Battaglia di Marciano il 2 agosto 1554. Il 17 aprile 1555, Firenze e la Spagna occuparono il territorio di Siena, che nel luglio del 1557 Filippo II di Spagna concesse a Cosimo come feudo ereditario. La famiglia ducale si trasferì a Palazzo Pitti nel 1560. Cosimo commissionò al famoso architetto Vasari la costruzione degli Uffizi, come uffici per il banco dei Medici, continuando così la tradizione di famiglia per il patronato delle arti. Nel 1569 Cosimo venne elevato al rango di Granduca di Toscana da papa Pio V. Il governo dei Medici su Firenze proseguì col Granducato di Toscana sino all'estinzione della famiglia nel 1737.